# William A. Haseltine

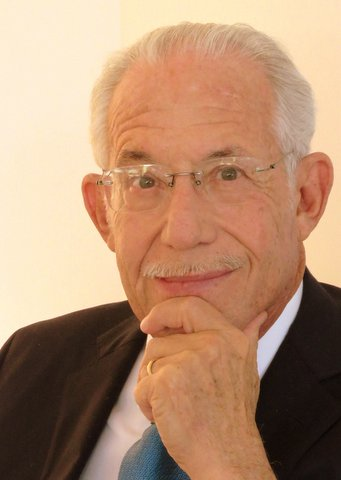
William A. Haseltine, 2017

William A. Haseltine (* 17. Oktober 1944 in St. Louis) ist ein US-amerikanischer Genetiker, Molekularbiologe und Unternehmer, der am Human Genome Project beteiligt war.

## Leben
Haseltine, der Sohn des Physikers William R. Haseltine, studierte an der University of California, Berkeley, mit dem Bachelorabschluss 1966 und wurde 1973 an der Harvard University promoviert. Als Post-Doktorand war er am Massachusetts Institute of Technology, wo er bei David Baltimore an RNA-Retroviren arbeitete. 1976 bis 1993 war er Professor am Dana Farber Cancer Research Institute der Harvard Medical School (HMS), an der HMS und an der Harvard School of Public Health.
An der HMS arbeitete er Ende der 1970er Jahre mit Robert Gallo an menschlichen Retroviren, die Leukämie verursachen. 1982 war er einer der ersten, der einen Retrovirus für Aids annahm, setzte sich zu einem frühen Zeitpunkt für verstärkte Forschungsförderung zu Aids ein und ist selbst seit den 1980er Jahren in der Aidsforschung aktiv. Unter anderem war er in Harvard an der Sequenzierung des Genoms des Aidsvirus beteiligt und an der Entwicklung von Protease-Inhibitoren gegen Aids.
Er ist der Gründer (1992) und bis 2004 CEO der Firma Human Genome Science (HGSI) in Rockville (Maryland), die das menschliche Erbgut sequenziert und Patente auf verschiedene menschliche Genome hält, so für den Rezeptor (CCR5), mit dem das HI-Virus an die menschlichen Zellen des Immunsystems andockt. Anfangs arbeitete er mit Craig Venter zusammen (der die non-Profit-Abteilung TIGR leitete, während Haseltine die gewinnorientierte Seite der Firma leitete, die die sequenzierten Gene vermarkten sollte), aber 1997 trennten sich ihre Wege wieder wegen persönlicher Differenzen. Während die Firma im (umstrittenen) Bereich der Gen-Patentierung eine Vorreiterrolle hatte, war Haseltine mit seinem Ziel, auch Medikamente aus den bei der Sequenzierung gewonnenen Daten zu entwickeln, nicht erfolgreich, was ein Grund war, warum sich Haseltine 2004 aus HGSI zurückzog.
Er war auch an über sieben anderen Biotechnik-Firmen beteiligt bzw. deren Gründer (zuerst 1981), beriet Venture-Capital-Firmen und pharmazeutische und Biotechnologie-Firmen. Er hält über 50 Patente und schrieb über 250 wissenschaftliche Veröffentlichungen.
Haseltine ist auch als Philanthrop aktiv und Präsident einer eigenen Stiftung (Haseltine Foundation for Medical Sciences and the Arts), mit der er die medizinische Versorgung in Entwicklungsländern (vor allem Indien) fördert. Dazu gründete er auch den gemeinnützigen Think Tank ACCESS Health International, dessen Präsident er ist und dem er 2020 2,5 Millionen Dollar spendete.
Neben medizinischer Gentechnik ist er auch in Grüner Gentechnik und Regenerativen Energien engagiert.
Er ist zurzeit Adjunct-Professor am Scripps Institute for Medical Research und am Institute for Chemical Engineering der Universität Mumbai. Er ist im Leitungskomitee des Berkeley Center for Synthetic Biology, des Cold Spring Harbor Labors, der New York Academy of Sciences und der Asia Society und er ist im Council of Foreign Relations.
Er lebt in Washington D. C. und New York City.

## Positionen zur COVID-19-Pandemie
Haseltine ist im Diskurs zur Eindämmung der Corona-Pandemie engagiert. Er hat eine Serie von Artikeln veröffentlicht, in denen er Herausforderungen und Probleme bei Entwicklung und Einsatz von Impfstoffen beschreibt. Er sagte zum Problem einer weltweiten Verteilung, dass wir versuchen sollten, jedem Menschen eine Impfung zugänglich zu machen. Auch wenn es keine Garantie gebe, dass durch Impfstoffe die Pandemie aufhöre, würden Impfstoffe wahrscheinlich tausende von Leben retten. Weniger komplizierte Richtlinien bei der Verteilung von Impfstoffen könnten helfen, die Impfungen zu beschleunigen. Laut Haseltine müssen aller Wahrscheinlichkeit COVID-19-Impfstoffe jährlich angepasst werden, ähnlich wie bei der Influenza. Zur Herdenimmunität durch eine unkontrollierte Ausbreitung des Virus äußerte er, sie sei ein anderer Ausdruck für Massenmord, kritisierte deshalb im Oktober 2020 die amerikanische Regierung und bezeichnete es als Desaster, dass Personen auf höchster Ebene unserer Regierung den besten Gesundheitsexperten des Landes gegenarbeiten. Die beste Strategie sei: So viele Menschen wie möglich impfen, stringente Maßnahmen zur öffentlichen Gesundheit umsetzen – und hoffen, dass Mutationen keinen Weg finden, durch Resistenzen diesen Weg zu durchkreuzen.